# Đurđa Ivezić
Đurđa Ivezić (17. listopada 1936. – Zagreb, 11. prosinca 2020.) bila je hrvatska kazališna, televizijska i filmska glumica.

## Filmografija

### Televizijske uloge
- "Ljubav na bračni način" (1970.)
- "Vrijeme ratno i poratno" (1975.)
- "Smogovci" kao kuharica (1983.)
- "Smogovci" kao Bor (glas) (1996.)

### Filmske uloge
- "H-8" kao Alma Novak (1958.)
- "Poštar zvoni dva puta" (1960.)
- "Sve same varalice" (1964.)
- "Druga strana medalje" (1965.)
- "Čovik od svita" kao Anni (1965.)
- "Nastavak slijedi" (1966.)
- "Gledalac i mi" (1966.)
- "Sedma zapovjed božja - kradi malo manje!" (1967.)
- "Meteor" (1969.)
- "Brak je uvijek riskantna stvar" (1970.)
- "Stanica tel" (1970.)
- "Teret dokaza" (1972.)
- "Reakcionari" (1975.)
- "Motel mjesečina" (1976.)
- "Čudesna šuma" kao Re i gljivarica (1986.)
- "Čarobnjakov šešir" kao Re i Bobo (1990.)

### Sinkronizacija
- "Štrumpfovi" kao Štrumpfeta (prva koja je posuđivala glas za sinkronizaciju Štrumpfetinog lika))
- "Obitelj Kremenko" kao Beti Kamenko[2]
- "Silvestrove i Čičijeve tajne" kao Bakica
- "Asterix u Americi" kao Impedimenta, Panacea i papiga (1994.)
- "Scooby Doo and Scrappy Doo (Velike ljubavi crtića)" kao švicarska pudlica (1996.)
- "Jura iz džungle 2" kao Sensuela, svisčina majka, gđa. Robin i Ritino dijete (1996.)
- "Ivica i Marica" kao Zec #2, mama Trol, Hukijeva majka, i Olga (Verzija iz Anchor Bay Entertainment) (1996.)
- "Medvjedići dobra srca" kao baka, Junačina i Radosna (1997.)
- "Asterix Gal" kao dječak (1997.)
- "Asterix i 12 zadataka" kao Impedimenta, čarobnica, birokratkinje #3 i #6, birokratkinja i Hera (1997.)
- "Željezni div" kao gđa. Tensedge (1999.)
- "Rudolph: Jelen crvenog nosića" kao Baka Mraz, Vila Iskrica i Učiteljica Prancer (1998.)
- "Teletubbiesi" kao Pripovjedačica, dječak Ned, Larrette, djevojčica #2, #6 i sporedne uloge (2001. – 2003.)
- "Jura bježi od kuće" kao Izabela (2007.)

## Vanjske poveznice
- Đurđa Ivezić u internetskoj bazi filmova IMDb-u (engl.)